# NGC 2096
NGC 2096 is een open sterrenhoop in het sterrenbeeld Goudvis. Het hemelobject werd in 1835 ontdekt door de Britse astronoom John Herschel.

## Synoniemen
- ESO 57-SC27